# باتريسيا كولمان
باتريسيا كولمان (بالإنجليزية: Patricia Coleman)‏ هي كاتبة سيناريو أسترالية، ولدت في 13 مايو 1953 في Tottenham, New South Wales ‏ في أستراليا.

## وصلات خارجية
- باتريسيا كولمان على موقع رابطة محترفات التنس (الإنجليزية)
- باتريسيا كولمان على موقع الاتحاد الدولي لكرة المضرب (الإنجليزية)
- باتريسيا كولمان على موقع كأس بيلي جين كينغ (الإنجليزية)
- باتريسيا كولمان على موقع خلاصة التنس.كوم (الإنجليزية)